# Kolonna Division
Kolonna Division är en division i Sri Lanka.   Den ligger i distriktet Ratnapura District och provinsen Sabaragamuwa, i den södra delen av landet, 110 km sydost om huvudstaden Colombo. Antalet invånare är 45 709.